# Vệ binh Missouri
Vệ binh Missouri (tiếng Anh:Missouri State Guard) là tên gọi lực lượng dân quân có vũ trang do chính phủ tiểu bang Missouri thành lập vào thời gian đầu của Nội chiến Hoa Kỳ chống lại quân Liên bang miền Bắc. Tuy không chính thức thuộc quân đội Liên minh miền Nam, Vệ binh Missouri chiến đấu cùng chiến tuyến, và đôi khi tuân theo chỉ huy của sĩ quan của quân đội này.

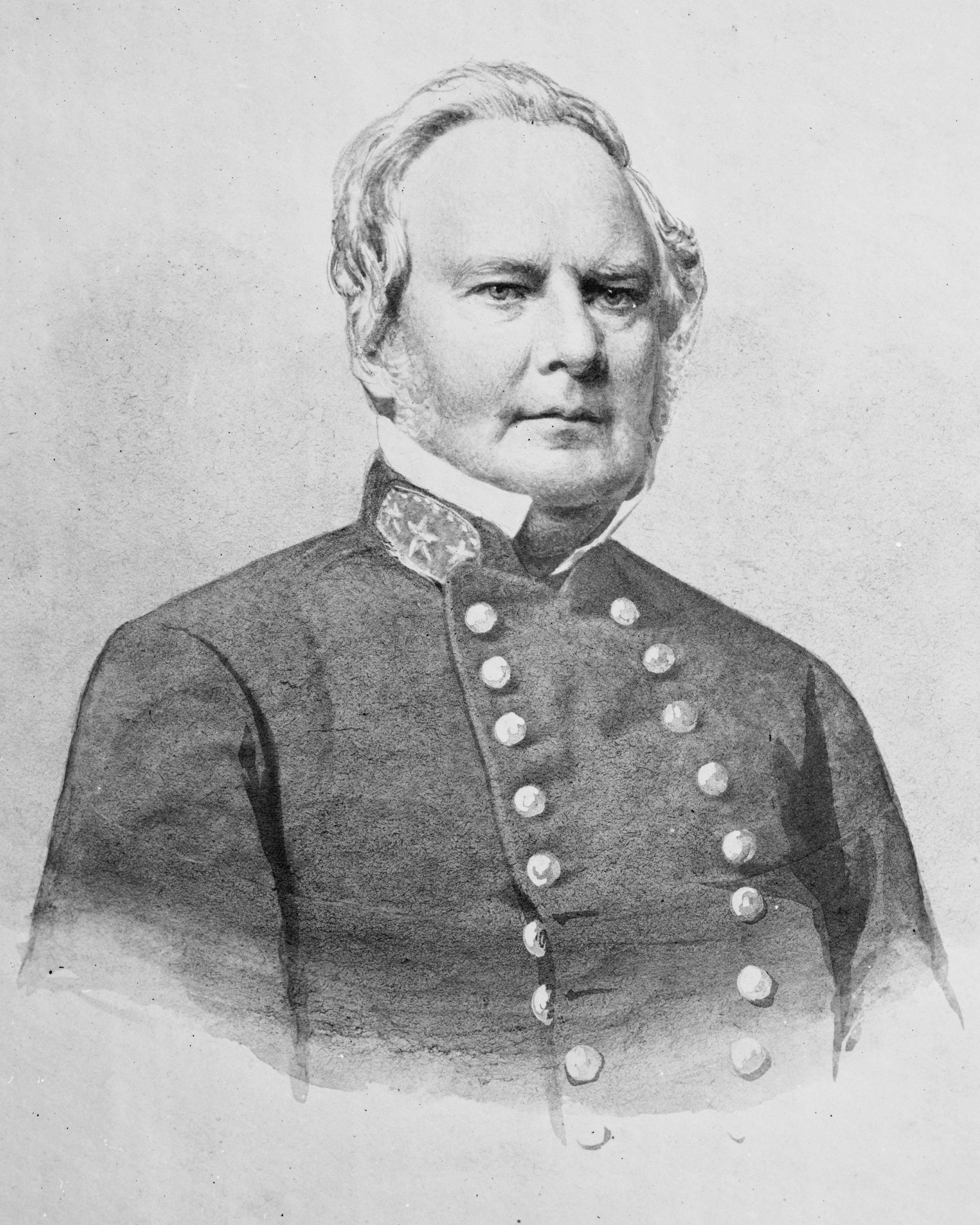
Sterling Price

## Thành lập
Trong những tháng đầu của cuộc nội chiến, Missouri là một trong những tiểu bang ranh giới, chưa ngả về phe nào - nhưng lại có một kho súng đạn rất lớn. Đại úy miền Bắc Nathaniel Lyon lo ngại là nhóm dân theo chính phủ ly khai miền Nam Hoa Kỳ sẽ chiếm dần kho đạn này nên tiến vào chiếm lấy và lập một đội dân quân gồm nhiều người di cư gốc Đức.
Thống đốc Missouri là Claiborne Jackson, lúc bấy giờ đang có ý muốn theo Liên minh miền Nam, triệu tập dân quân và thao diễn tại một trại lính lây tên của ông là "Camp Jackson". Lyon thấy vậy đem quân đến trại hăm dọa và bắt 669 người làm tù binh. Ngày 10 tháng 5 năm 1861, quân miền Bắc bắt nhóm tù binh miền Nam diễn hành xuống phố để thị uy trước công chúng. Thường dân tại St. Louis phẫn nộ cho đây là một điều sỉ nhục, lại thấy trong toán quân có lính gốc Đức lâu nay vẫn bị khinh thị, bèn tràn ra tấn công, chửi mắng và ném đá vào quân miền Bắc. Sau cuộc xung đột, 28 người trong đó có đàn bà trẻ em bị lạc đạn chết và hơn 100 người bị thương.
Ngày 11 tháng 5 chính quyền tiểu bang Missouri thông qua quyết nghị thành lập đội quân Vệ binh Missouri, gồm các nhóm dân quân tình nguyện không chính quy khi trước. Sterling Price được cử làm tướng chỉ huy. Chính quyền Missouri chưa chính thức theo Liên minh miền Nam nhưng đồng thời không muốn bị quân miền Bắc khống chế.
Ngày 10 tháng 8, tướng miền Bắc Lyon bị vệ binh Missouri bắn chết tại trận Wilson's Creek. Đến tháng 10 năm 1861 thì Missouri quyết định ly khai, chính thức theo phe Liên minh miền Nam.
Vệ binh Missouri có khoảng 34 đến 40 nghìn lính.

## Kết thúc
Ngày 17 tháng 3 năm 1862, Price sáp nhập Vệ binh Missouri vào Binh đoàn miền Tây. Sau nữa, một số quân được nhập vào Binh đoàn Missouri trong cuộc tấn công do tướng Price chỉ huy năm 1864. Một số tiểu đội khác thuộc Vệ binh Missouri sau đó vẫn tiếp tục chiến đấu đơn độc cho đến cuối cuộc nội chiến vào năm 1865, tham chiến tại mặt trận Mississippi, dưới chỉ huy của Mosby M. Parsons và James S. Rains.